# Dalibor Doder
Dalibor Doder, né le 24 mai 1979 à Malmö, est un handballeur suédois. International suédois, il devient vice-champion olympique aux Jeux de Londres, en 2012.

## Palmarès

### En club
- finaliste de la Coupe de l'EHF (C3) en 2007

### En sélection nationale
- Médaille d'argent aux Jeux olympiques de Londres en 2012

### Récompenses individuelles
- Élu meilleur demi-centre du Championnat du monde 2011[2]